# Микина
Микина — река на северо-западе Камчатского края в России. Длина реки — 82 км. Площадь водосборного бассейна — 808 км². Протекает по территории Пенжинского района Камчатского края.
Начинается на северном склоне горы Ананычин, входящей в состав Снежного хребта, к западу от перевала Микина. Течёт сначала на север, потом, к югу от озера Черного, лежащего между горами Микина и Приозерная, поворачивает на юго-запад. Огибает Снежный хребет. Впадает в Пенжинскую губу Охотского моря.
Название вероятно произошло от корякского Мэскэн — «холм».
Основные притоки — Тундровый (пр), Галмымикин (пр), Тыкупвеем (лв), Венхойский (пр), Олгувкангъяв (лв).

## Данные водного реестра
По данным государственного водного реестра России относится к Анадыро-Колымскому бассейновому округу. Код водного объекта в государственном водном реестре — 19100000112120000052382.